# Segunda División 2019 (vrouwenvoetbal Uruguay)
Het seizoen 2019 van de Segunda División of Primera División B was het derde seizoen van deze Uruguayaanse vrouwenvoetbalcompetitie op het tweede niveau. Het seizoen liep van 24 maart tot 8 december 2019. De titel ging naar Defensor Sporting Club, dat het gehele seizoen ongeslagen bleef.

## Teams
Er namen zestien ploegen deel aan de Segunda División tijdens het seizoen 2019. CS Miramar Misiones en CA Juventud waren vorig seizoen uit de Primera División gedegradeerd en zeven ploegen deden vorig seizoen ook mee aan deze competitie. Vier van de zeven andere ploegen hadden wel al eerder meegespeeld in de Primera División en keerden terug in de competitiestructuur. Hieronder waren de voormalig landskampioenen Rampla Juniors FC (negen titels) en CA Cerro. Drie ploegen maakten hun debuut: Defensor Sporting Club, CSyD Keguay en San José FC.
Zij kwamen in de plaats voor de gepromoveerde CA Progreso (kampioen) en CA Bella Vista (tweede). Club Seminario, de nummer zes van 2018, deed in 2019 niet meer mee.
| Club                      | Stad             | Vorig seizoen |
| ------------------------- | ---------------- | ------------- |
| Albion FC                 | Montevideo       | Geen deelname |
| CA Atenas                 | San Carlos       | 3e            |
| CA Boston River           | Montevideo       | 10e           |
| Canadian SC               | Montevideo       | 5e            |
| CA Cerro                  | Montevideo       | Geen deelname |
| Danubio FC                | Montevideo       | 8e            |
| Defensor Sporting Club    | Montevideo       | Geen deelname |
| CA Juventud               | Las Piedras      | 10e (1ª)      |
| CSyD Keguay               | Toledo           | Geen deelname |
| CS Miramar Misiones       | Montevideo       | 9e (1ª)       |
| Montevideo Wanderers FC   | Montevideo       | 7e            |
| Club Náutico              | Montevideo       | 4e            |
| Racing Club de Montevideo | Montevideo       | Geen deelname |
| Rampla Juniors FC         | Montevideo       | Geen deelname |
| San José FC               | San José de Mayo | Geen deelname |
| Udelar                    | Montevideo       | 9e            |

## Competitie-opzet
De competitie bestond uit twee fasen: het reguliere seizoen en de Torneo de Ascenso en Torneo Permanencia (tweede fase). In het reguliere seizoen speelden de ploegen een halve competitie tegen elkaar. Na de eerste vijftien wedstrijden werd de competitie in tweeën gesplitst: de bovenste acht ploegen kwalificeerden zich voor het Torneo de Ascenso, de overige acht ploegen gingen naar het Torneo Permanencia. In beide toernooien werd wederom een halve competitie gespeeld. De ploegen in het Torneo de Ascenso speelden om promotie naar de Primera División. De ploegen in het Torneo Permanencia speelden om de negende plaats in de eindstand en tegen mogelijke degradatie naar een nieuwe competitie op het derde niveau.

## Regulier seizoen
Het reguliere seizoen (Torneo Clasificatorio) liep van 24 maart tot 8 september. Alle ploegen speelden eenmaal tegen elkaar. De acht beste ploegen kwalificeerden zich voor het Torneo de Ascenso, waardoor ze nog kans hadden op promotie naar de Primera División. De overige acht ploegen gingen verder in het Torneo Permanencia, waarin de negende plaats het hoogst haalbare was.
CA Atenas (vorig jaar derde), degradant CA Juventud en debutant Defensor Sporting Club hadden na drie wedstrijden als enige ploegen de maximale negen punten behaald. Ook in de vierde wedstrijd leden zij geen puntverlies. Op 12 mei haakte Atenas af na een nederlaag tegen Canadian SC en een week later verloor Juventud tegen Montevideo Wanderers FC ook voor het eerst. Hierdoor bleef Defensor Sporting als enige ploeg over aan kop.
Ook de vijf daaropvolgende wedstrijden won Defensor. Op twee derde van het reguliere seizoen gingen ze zonder puntverlies aan de leiding, met nog maar een tegendoelpunt. Juventud stond tweede met zes punten achterstand. Danubio FC had door een 15–0 zege op CSyD Keguay (de grootste overwinning van het seizoen) de derde plaats veroverd; zij hadden zeven punten minder dan Defensor. Ook Atenas deed nog mee in de top-vier; de ploeg uit San Carlos stond acht punten achter op de eerste plaats, maar had wel een wedstrijd minder gespeeld. CA Boston River, CS Miramar Misiones en Keguay hadden nog geen overwinning weten te behalen en waren al uitgeschakeld voor deelname aan het Torneo de Ascenso.
Twee speelrondes later - halverwege de maand augustus - hadden Defensor Sporting (nog altijd zonder puntverlies), Atenas en Danubio zich gegarandeerd van een plek in het linkerrijtje. Juventud had echter van Danubio en Defensor verloren. Een week later leed El Juve ook een nederlaag tegen Atenas en waren ze gezakt naar de zesde plaats. Er kwamen op dat moment nog acht ploegen in aanmerking voor een van de vijf resterende plekjes in het Torneo de Ascenso. Een week later hadden ook Racing Club de Montevideo (via een overwinning op Rampla Juniors FC) en Canadian (na winst op Keguay) zich gekwalificeerd. Montevideo Wanderers (ondanks dat ze zelf wonnen) en Rampla Juniors konden zich niet meer plaatsen.
In de slotronde van het reguliere seizoen werden de laatste drie kwalificanten voor het Torneo de Ascenso bepaald. Juventud (dat al vier keer op rij had verloren), CA Cerro en San José FC deelden de zesde plaats. Club Náutico had een punt meer dan deze drie ploegen. Náutico zelf won van Montevideo Wanderers en verzekerde zich hiermee van de vijfde plek. Cerro en Juventud behaalden ook een overwinning. San José verloor van Atenas en viel daardoor buiten de boot.
De strijd om de eerste plaats had Defensor Sporting al twee wedstrijden voor het einde gewonnen. Hun slotduels troffen ze echter wel nummers twee en drie van het klassement. Op 1 september versloegen ze Atenas met 1–0, maar het weekend daarop speelden ze tegen Danubio met 4–4 gelijk. De Violetas behaalden daardoor geen perfecte score in het reguliere seizoen. Hun voorsprong op Danubio was (en bleef) zeven punten. Atenas behaalde de derde plaats met acht punten achterstand. Onderaan het klassement eindigde Keguay zonder overwinning en met veertien nederlagen. Ze kregen 105 doelpunten tegen, een gemiddelde van zeven tegengoals per wedstrijd.

### Eindstand Torneo Clasificatorio
|     | Club                      | Sp. | W  | G | V  | Pnt. | DV | DT  | DS   |
| --- | ------------------------- | --- | -- | - | -- | ---- | -- | --- | ---- |
| 1.  | Defensor Sporting Club    | 15  | 14 | 1 | 0  | 43   | 63 | 6   | +57  |
| 2.  | Danubio FC                | 15  | 11 | 3 | 1  | 36   | 63 | 13  | +50  |
| 3.  | CA Atenas                 | 15  | 11 | 2 | 2  | 35   | 70 | 12  | +58  |
| 4.  | Canadian SC               | 15  | 10 | 2 | 3  | 32   | 52 | 24  | +28  |
| 5.  | Racing Club de Montevideo | 15  | 9  | 2 | 4  | 29   | 49 | 20  | +29  |
| 6.  | Club Náutico              | 15  | 9  | 1 | 5  | 28   | 58 | 18  | +40  |
| 7.  | CA Cerro                  | 15  | 8  | 3 | 4  | 27   | 35 | 17  | +18  |
| 8.  | CA Juventud               | 15  | 9  | 0 | 6  | 27   | 41 | 26  | +15  |
| 9.  | San José FC               | 15  | 8  | 0 | 7  | 24   | 48 | 34  | +14  |
| 10. | Rampla Juniors FC         | 15  | 6  | 2 | 7  | 20   | 33 | 46  | –13  |
| 11. | Montevideo Wanderers FC   | 15  | 6  | 0 | 9  | 18   | 40 | 41  | –1   |
| 12. | Udelar                    | 15  | 4  | 1 | 10 | 13   | 24 | 40  | –16  |
| 13. | CA Boston River           | 15  | 2  | 1 | 12 | 7    | 7  | 80  | –73  |
| 14. | Albion FC                 | 15  | 1  | 2 | 12 | 5    | 7  | 63  | –56  |
| 15. | CS Miramar Misiones       | 15  | 1  | 1 | 13 | 4    | 10 | 59  | –49  |
| 16. | CSyD Keguay               | 15  | 0  | 1 | 14 | 1    | 4  | 105 | –101 |

### Legenda
| Kleur | Kwalificatie voor  |
| ----- | ------------------ |
|       | Torneo de Ascenso  |
|       | Torneo Permanencia |

## Torneo Permanencia
De acht laagst geklasseerde ploegen uit het reguliere seizoen gingen verder in het Torneo Permanencia. De ploegen speelden een halve competitie, waarbij elke wedstrijd de thuis- en uitploeg van het reguliere seizoen werden omgedraaid. De twee beste ploegen zouden zich volgend seizoen handhaven in de Segunda División, terwijl de overige zes ploegen zouden degraderen naar een nieuwe competitie op het derde niveau.
Rampla Juniors FC en Udelar wisten als enige ploegen hun eerste twee wedstrijden te winnen. Ook het derde en vierde duel wonnen deze ploegen allebei. Tijdens de vijfde speelronde speelde Rampla Juniors gelijk tegen San José FC, terwijl Udelar wel van CA Boston River won en daardoor alleen aan de leiding ging. De daaropvolgende week behield Udelar hun maximale score, terwijl Rampla Juniors ook weer won. Op 8 december stonden ze in de laatste wedstrijd van het Torneo Permanencia tegenover elkaar. Rampla Juniors versloeg Udelar in die wedstrijd met 3–1 en werd zo alsnog de winnaar van het Torneo Permanencia. Udelar eindigde als tweede en San José werd derde.
CSyD Keguay slaagde er net als in het reguliere seizoen niet in om een overwinning te behalen. Ze verloren zes keer en speelden tegen Boston River met 1–1 gelijk. Ook Boston River verloor hun overige zes wedstrijden. De nieuwe competitie op het derde niveau ging uiteindelijk niet door, waardoor alle ploegen in het Torneo Permanencia ook in 2020 uit mochten komen in de Segunda División.
|    | Club                    | Sp. | W | G | V | Pnt. | DV | DT | DS  |
| -- | ----------------------- | --- | - | - | - | ---- | -- | -- | --- |
| 1. | Rampla Juniors FC       | 7   | 6 | 1 | 0 | 19   | 38 | 6  | +32 |
| 2. | Udelar                  | 7   | 6 | 0 | 1 | 18   | 29 | 7  | +22 |
| 3. | San José FC             | 7   | 5 | 1 | 1 | 16   | 38 | 5  | +33 |
| 4. | Montevideo Wanderers FC | 7   | 4 | 0 | 3 | 12   | 25 | 9  | +16 |
| 5. | Albion FC               | 7   | 3 | 0 | 4 | 9    | 12 | 12 | 0   |
| 6. | CS Miramar Misiones     | 7   | 2 | 0 | 5 | 6    | 10 | 15 | –5  |
| 7. | CSyD Keguay             | 7   | 0 | 1 | 6 | 1    | 2  | 44 | –42 |
| 8. | CA Boston River         | 7   | 0 | 1 | 6 | 1    | 3  | 59 | –56 |

## Torneo de Ascenso
De top-acht van het reguliere seizoen kwalificeerde zich voor het Torneo de Ascenso. De ploegen speelden een halve competitie, waarbij elke wedstrijd de thuis- en uitploeg van het reguliere seizoen werden omgedraaid. De twee beste ploegen van het Torneo de Ascenso promoveerden naar de Primera División.
De drie beste ploegen uit het reguliere seizoen - Defensor Sporting Club, Danubio FC en CA Atenas - begonnen allemaal met een overwinning, maar al na de tweede speelronde bleef Defensor als enige aan kop over, doordat ze CA Juventud versloegen, terwijl Danubio (gelijkspel tegen CA Cerro) en Atenas (nederlaag tegen Canadian SC) punten verspeelden. Danubio deelde vervolgens ook de punten met Racing Club de Montevideo en Atenas, terwijl Defensor Sporting overwinningen bleef behalen. Begin november, met nog vier wedstrijden te spelen, hadden de Violetas drie punten meer dan Canadian. Atenas en Danubio stonden respectievelijk vijf en zes punten achter op de eerste plaats.
Na de vijfde wedstrijd schoof Atenas op naar de tweede plaats door een zege op Juventud. Canadian verloor van Racing, terwijl Defensor Sporting hun eerste puntverlies leed: ze deelden de punten met Danubio. Op 17 november kon Defensor kampioen worden als ze wonnen van Atenas. Hun onderlinge duel eindigde echter doelpuntloos, waardoor ze nog niet zeker waren van de titel. Door de nederlaag van Canadian tegen Club Náutico was Defensor wel zeker van promotie.
Op de laatste speeldag waren er nog vier ploegen - Atenas, Danubio, Canadian en Cerro - die in aanmerking kwamen voor de tweede promotieplaats. Atenas stond tweede en had hun lot in eigen handen. Door tegen Cerro met 0–2 te winnen verzekerden de Atenienses zich ook van promotie. Danubio won met 4–2 van Canadian en eindigde als derde in de competitie. Defensor Sporting beëindigde hun ongeslagen seizoen door Racing Club met 3–0 te verslaan en stelde daardoor het kampioenschap veilig. Juventud, dat op twee derde van het reguliere seizoen nog tweede had gestaan, verloor alle wedstrijden in het Torneo de Ascenso en eindigde daardoor als achtste.
In 2020 werd bekend dat Colón FC niet mee zou doen aan de competitie. Hun plekje in de hoogste klasse werd daardoor ingenomen door de nummer drie uit de Segunda División. Dat was Danubio, dat hierdoor alsnog promoveerde naar de Primera División.
|    | Club                      | Sp. | W | G | V | Pnt. | DV | DT | DS  |
| -- | ------------------------- | --- | - | - | - | ---- | -- | -- | --- |
| 1. | Defensor Sporting Club    | 7   | 5 | 2 | 0 | 17   | 17 | 3  | +14 |
| 2. | CA Atenas                 | 7   | 4 | 2 | 1 | 14   | 12 | 5  | +7  |
| 3. | Danubio FC                | 7   | 3 | 4 | 0 | 13   | 16 | 8  | +8  |
| 4. | Club Náutico              | 7   | 3 | 1 | 3 | 10   | 15 | 11 | +4  |
| 5. | Canadian SC               | 7   | 3 | 0 | 4 | 9    | 9  | 14 | –5  |
| 6. | CA Cerro                  | 7   | 2 | 2 | 3 | 8    | 6  | 11 | –5  |
| 7. | Racing Club de Montevideo | 7   | 2 | 1 | 4 | 7    | 10 | 14 | –4  |
| 8. | CA Juventud               | 7   | 0 | 0 | 7 | 0    | 5  | 24 | –19 |

### Legenda
| Kleur | Kwalificatie voor                                               |
| ----- | --------------------------------------------------------------- |
|       | Promotie naar de Primera División 2020                          |
|       | Promotie naar de Primera División na terugtrekking van Colón FC |

#### Topscorers
Tamara Pírez van Club Náutico werd topscorer met 36 doelpunten.
| №  | Speelster    | Club(s)      | Goals |
| -- | ------------ | ------------ | ----- |
| 1. | Tamara Pírez | Club Náutico | 36    |

### Fairplayklassement
Het fairplayklassement werd voor de derde maal op rij gewonnen door Udelar.
1997 · 1998 · 1999 · 2000 · 2001 · 2002 · 2003 · 2004 · 2005 · 2006 · 2007 · 2008 · 2009 · 2010 · 2011 · 2012 · 2013 · 2014 · 2015 · 2016 · 2017 · 2018 · 2019 · 2020 · 2021